# 脇田勇
脇田 勇（わきた いさむ）は、日本の実業家。東京テアトル社長を務めた。

## 来歴

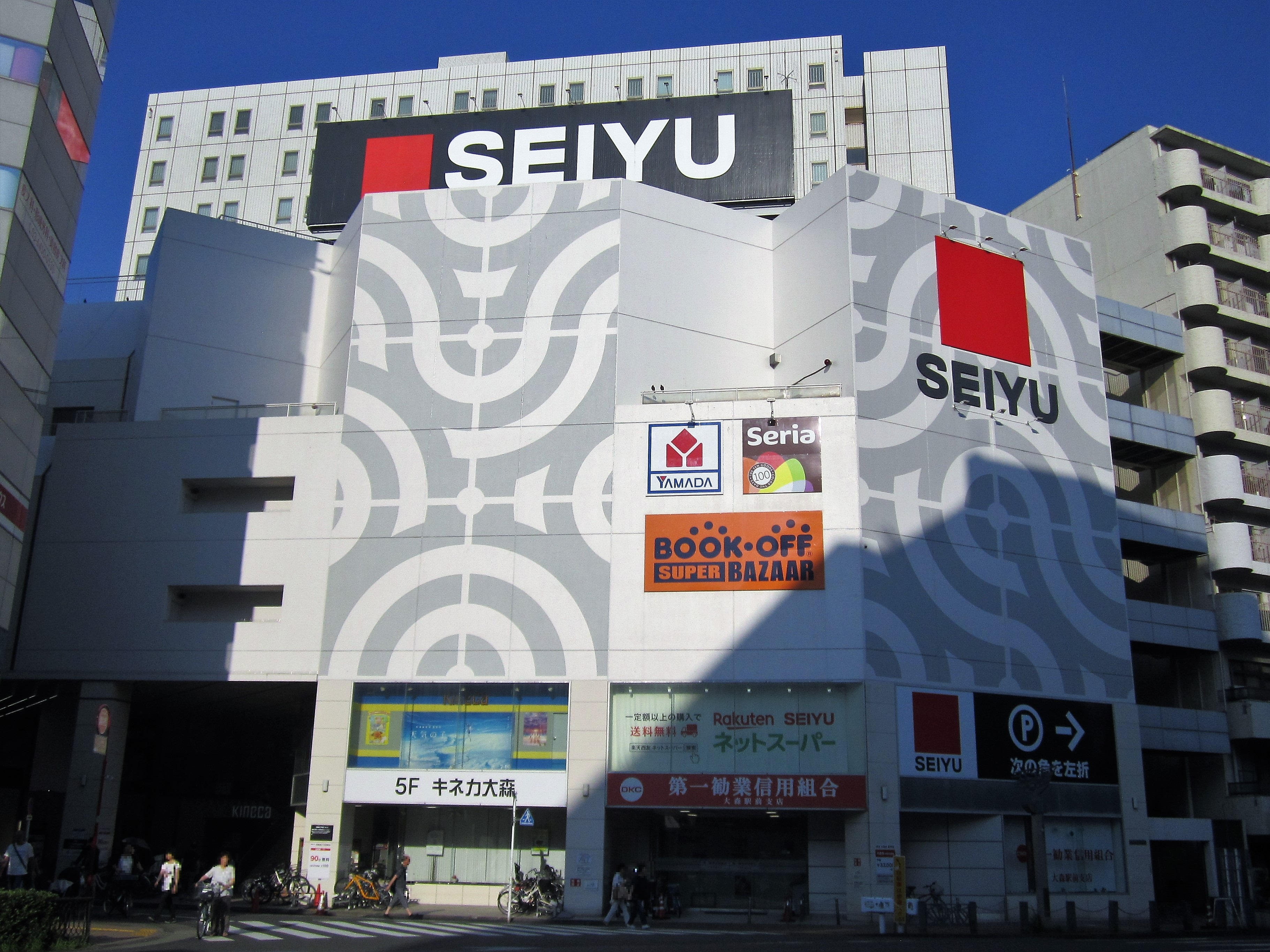
キネカ大森がある西友大森店
（2019年8月4日撮影）

1943年（昭和18年）、旧制関東学院専門学校高等商業部を卒業。東京テアトルには終戦から約１年後の1946年（昭和21年）9月に入社した。1946年は東京テアトル設立年でもある。
1983年（昭和58年）、三橋保氏の後任として東京テアトル代表取締役社長に就任。就任直後にセゾングループの西洋環境開発が東京テアトルの大株主となり、共同開発の形で映画館を相次いでオープンさせた。1984年に日本初のシネマコンプレックスとして「キネカ大森」をオープン。1987年には本社を東京都中央区銀座一丁目16番地の1に移転する。
1988年（昭和63年）に銀座テアトルビルの再開発が完了したのを機に代表取締役社長を退任、1988年（昭和63年）に相談役に就任し1989年（平成元年）退任。

## 社長在任中オープンした施設
- 1983年：新所沢レッツシネパーク
- 1984年：キネカ大森（日本初のシネマコンプレックスとされている）
- 1985年：津田沼テアトルシネパーク
- 1986年：シネセゾン所沢
- 1987年：銀座テアトルビル（銀座セゾン劇場・銀座テアトル西友・ホテル西洋銀座）・光が丘テアトル西友